# Pseudopleuropus himalayanus
Pseudopleuropus himalayanus är en bladmossart som beskrevs av Chiang Tzen-yuh 1998. Pseudopleuropus himalayanus ingår i släktet Pseudopleuropus och familjen Brachytheciaceae. Inga underarter finns listade i Catalogue of Life.